# Javier Sologuren
Javier Sologuren Moreno (Lima, 19 de enero de 1921-Lima, 21 de mayo de 2004) fue un poeta, profesor universitario, ensayista, traductor, antologador y editor peruano. Perteneció a la Generación del 50. Su obra poética, de orientación purista,  se caracteriza por una combinación de clasicismo, simbolismo y un muy particular surrealismo. Como editor de La Rama Florida contribuyó a estimular la producción poética de su país. Fue uno de los mayores exponentes contemporáneos del haiku experimental en Hispanoamérica.

## Biografía
Fue hijo de Javier Sologuren Peña y de Rosa Mercedes Moreno. Cursó su educación primaria en el Colegio Maristas de Barranco, donde empezó a desarrollar su afición a la poesía, por influencia de su tía Hortensia Sologuren Peña, prima hermana del poeta Enrique Peña Barrenechea. Prosiguió sus estudios en el Instituto de Comercio e Industrias y culminó su educación secundaria en el Colegio del doctor Cavansano, donde tuvo como maestro a Javier Pulgar Vidal. Luego ingresó a la Universidad Nacional Mayor de San Marcos donde cursó Letras (1940-1944). Hizo estudios de postgrado en el Colegio de México (1948-1950) y en la Universidad de Lovaina, Bélgica. 
Viajó a Suecia, donde fue profesor en la universidad de Lund, entre los años 1951 y 1957, en el que además trabajo como lector de español. Allí se casó con Kerstin Åkesson, con quien tuvo tres hijos: Gerardo, Claudio y Viveka.
De regreso en Lima, instaló en su domicilio el taller de artes gráficas “Ícaro”, donde diagramó e imprimió cerca de 145 plaquetas y cuadernos de poesía y prosa, usando moldes tipográficos y una impresora manual, obras hechas con gran pulcritud y acabado artístico. Este trabajo de editor-impresor lo realizó entre 1959 y 1972. En estas célebres ediciones de La Rama Florida (como la bautizó), muchos jóvenes poetas peruanos y extranjeros editaron sus primeros libros, tales como Luis Hernández, Antonio Cisneros, Javier Heraud, entre muchos otros más.
Junto con Jorge Eielson fue el principal impulsor de la Generación del 50 en poesía en el Perú.
En 1963 se graduó en San Marcos como bachiller en Humanidades con su tesis Fórmulas de tratamiento en el Perú, y en 1968 se doctoró en Literaturas Hispánicas con una tesis que, al año siguiente, fue publicada con el título de Tres poetas  tres obras, sobre Carlos Germán Belli, Washington Delgado y Sebastián Salazar Bondy, poetas de la Generación del 50.
Fue profesor en la Universidad Mayor de San Marcos, la Universidad Nacional Agraria La Molina, la Universidad Enrique Guzmán y Valle-La Cantuta, la Pontificia Universidad Católica del Perú, la Escuela Normal de Mujeres y profesor residente del británico Colegio San Pablo, un internado en Lima.
En los años 1970 fue director junto a los poetas Armando Rojas y Ricardo Silva Santisteban de la revista Creación & Crítica, y director en los años 1980 de la revista cultural Cielo Abierto.
En 1975 pasó a ser miembro de la Academia Peruana de la Lengua. También fue miembro del Centro de Estudios Orientales de la Pontificia Universidad Católica del Perú.
Al morir fue velado en el Cementerio Jardines de la Paz de La Molina, posteriormente fue cremado ahí y las cenizas entregadas a la familia.

## Valoración
En sus obras trata de buscar una poesía pura, que llegue trascender lo cotidiano, usando imágenes diversas y pensamientos elaborados. Autor de más de quince poemarios, toda su obra poética se halla recopilada en el libro Vida continua, que fue reeditando a lo largo de su vida. Asimismo, destaca por su traducción de numerosas obras de la literatura clásica china y japonesa al español. También tradujo poesía sueca y brasileña.
Su poesía, considerada por diversos críticos como una de las más representativas del ámbito hispanoamericano, ha sido traducida a veinte idiomas. Su nombre figura en varias antologías de poesía hispanoamericana, como la de Stefan Baciu: Antología de la poesía latinoamericana (Nueva York, 1974) o Las ínsulas extrañas (Barcelona, 2002), con selección a cargo de Eduardo Milán, Andrés Sánchez Robayna, José Ángel Valente y Blanca Varela.
A continuación, un ejemplo de su poesía:

CREPÚSCULO ADENTRO

¿Cómo naciste, flor, cómo el viento

te fue tocando bajo ardientes nubes,

cómo lo tierra se abrió desde el silencio,

cómo entró en tu pequeño corazón el agua?

Veme a tu lado, veme la mirada,

veme arrastrado por una ola de extenso murmullo

por un espacio despierto que calla y respira.
 
Teniendo bajo tus labios, bajo tu sombra desnudo,
 
voy yendo paso a paso a un país que desconozco,

a un valle de agua tranquila entre colinas de fuego.

Desciendo en el hueco de una mano que guarda día y noche,

invierno y primavera, otoño y estío, canto y silencio,

que junta entre sus dedos la fauna de la luz,

la púrpura que el día bañará en sagrada dulzura.

Veme agitado, veme inclinado, veme viéndome, flor,

debajo de un puñado terrestre que se incendia y un misterio.

## Obras
- Obras completas (10 vols.), edición de Ricardo Silva-Santisteban, Pontificia Universidad Católica del Perú, 2004-2005.

### Poesía
- El morador (1944)
- Detenimientos (1947)
- Dédalo dormido (1949)
- Bajo los ojos del amor (1950)
- Otoño, endechas (1959)
- Estancias (1960; traducido al inglés, 1961). Premio Nacional de Poesía 1960.
- La gruta de la sirena (1961)
- Vida continua (1966, 1971)
- Recinto (1967)
- Surcando el aire oscuro (1970)
- Corola parva (1977)
- Folios del Enamorado y la Muerte (1980)
- Jaikus escritos en un amanecer de otoño (1986)
- Retornelo (1986)
- Catorce versos dicen… (1987)
- Folios de El Enamorado y la Muerte & El amor y los cuerpos (1988)
- Poemas 1988 (1988)
- Poemas, prólogo y selección de Jorge Rodríguez Padrón, ilustraciones de Agustín María García López, suplemento de Palimpsesto, num. 6, Carmona: Ayuntamiento de Carmona, 1992.
- Vida Continua. Obra poética (1939-1989) (1989)
- Un trino en la ventana vacía (1992, 1993, 1998). Premio Internacional de Poesía “J.A. Pérez Bonalde” 1995.
- Hojas de herbolario (1992)
- Vida continua, edición y prólogo de Ricardo Silva-Santisteban (Academia Peruana de la Lengua, 2014)

### Prosa
- Tres poetas  tres obras: Belli, Delgado y Salazar Bondy, claves para su interpretación (1969).
- Gravitaciones y tangencias (1988)

### Antologías
- La poesía contemporánea del Perú (1947), en colaboración con Jorge E. Eielson y Sebastián Salazar Bondy.
- Poesía peruana del siglo XX (1963), en colaboración con Luis Alberto Ratto y que conforma el volumen VIII de la Biblioteca de Cultura Peruana Contemporánea.
- Poesía del Perú, de la época precolombina al modernismo (1964)
- Antología general de la literatura peruana (México, F.C.E., 1981).
- Antología universal del cuento infantil (1958 y 1964).

## Premios y reconocimientos
- Premio Nacional de Poesía (1960)
- Premio Internacional de Literatura Rafael Heliodoro Valle (México, 1983)
- Palmas y medalla cívica de la Municipalidad de Lima (1986)
- Premio Internacional de Poesía J. A. Pérez Bonalde (Caracas, 1995)
- Premio SUNAT "Miguel de Cervantes, recaudador de impuestos" (Lima, 2001)